# Dasmariñas
Dasmariñas è una municipalità di prima classe delle Filippine, situata nella Provincia di Cavite, nella Regione di Calabarzon.
Dasmariñas è formata da 75 barangay:
- Burol
- Burol I
- Burol II
- Burol III
- Datu Esmael (Bago-a-ingud)
- Emmanuel Bergado I
- Emmanuel Bergado II
- Fatima I
- Fatima II
- Fatima III
- H-2
- Langkaan I
- Langkaan II
- Luzviminda I
- Luzviminda II
- Paliparan I
- Paliparan II
- Paliparan III
- Sabang
- Saint Peter I
- Saint Peter II
- Salawag
- Salitran I
- Salitran II
- Salitran III

- Salitran IV
- Sampaloc I
- Sampaloc II
- Sampaloc III
- Sampaloc IV
- Sampaloc V
- San Agustin I
- San Agustin II
- San Agustin III
- San Andres I
- San Andres II
- San Antonio De Padua I
- San Antonio De Padua II
- San Dionisio (Barangay 1)
- San Esteban (Barangay 4)
- San Francisco I
- San Francisco II
- San Isidro Labrador I
- San Isidro Labrador II
- San Jose
- San Juan (San Juan I)
- San Lorenzo Ruiz I
- San Lorenzo Ruiz II
- San Luis I
- San Luis II

- San Manuel I
- San Manuel II
- San Mateo
- San Miguel
- San Miguel II
- San Nicolas I
- San Nicolas II
- San Roque (Sta. Cristina II)
- San Simon (Barangay 7)
- Santa Cristina I
- Santa Cristina II
- Santa Cruz I
- Santa Cruz II
- Santa Fe
- Santa Lucia (San Juan II)
- Santa Maria (Barangay 20)
- Santo Cristo (Barangay 3)
- Santo Niño I
- Santo Niño II
- Victoria Reyes
- Zone I (Pob.)
- Zone I-B
- Zone II (Pob.)
- Zone III (Pob.)
- Zone IV (Pob.)